# Káto Achaḯa
Káto Achaḯa är en kommunhuvudort i Grekland.   Den ligger i prefekturen Nomós Achaḯas och regionen Västra Grekland, i den centrala delen av landet, 190 km väster om huvudstaden Aten. Antalet invånare är 5 752.
Terrängen runt Káto Achaḯa är huvudsakligen platt, men söderut är den kuperad. Havet är nära Káto Achaḯa norrut. Runt Káto Achaḯa är det ganska tätbefolkat, med 134 invånare per kvadratkilometer. Närmaste större samhälle är Patras, 19,2 km nordost om Káto Achaḯa. 